# Amanda Blank
Amanda Blank, nata Amanda Mallory (Filadelfia, 21 marzo 1983), è una cantante statunitense.

## Carriera
Nel 2007 ha firmato un contratto con la Downtown Records.
Ha esordito nel 2009 con l'album I Love You, anticipato dal singolo Make It Take It. L'album è stato co-prodotto da Diplo e contiene le collaborazioni di Spank Rock, Dave Sitek, Lykke Li, Santigold e altri.

## Discografia
Album
- 2005 - Bmore Gutter Music (mix CD)
- 2006 - Blow (EP)
- 2009 - I Love You